# Jan A. P. Kaczmarek
Jan Andrzej Paweł Kaczmarek (29 de abril de 1953 – Cracóvia, 21 de maio de 2024) foi um compositor polaco. Ele compôs a trilha sonora para mais de cinquenta filmes e documentários, incluindo Unfaithful (2002), Finding Neverland (2005), Evening (2007) e The Visitor (2008).

## Infância
Kaczmarek nasceu em Konin, Polónia. Ele começou a estudar música desde cedo, se formando na Universidade Adam Mickiewicz, em Poznań

## Carreira
No final da década de 1970, Kaczmarek começou a trabalhar com Jerzy Grotowski e seu "laboratório de teatro". Ele criou a Orquestra do Oitavo Dia em 1977. Ele gravou seu primeiro álbum, Music for the End, em 1982.
Em 1989, ele mudou-se para Los Angeles, Califórnia. Em 1992 ele venceu o prémio da Drama Desk para Melhor Música para uma Peça, por 'Tis Pity She's a Whore.
Em 2006, Kaczmarek venceu o Oscar de Melhor Trilha Sonora por seu trabalho no filme Finding Neverland. Ele também venceu um prémio da National Board of Review e foi indicado ao Golden Globe e ao BAFTA Award.
Além de seu trabalho em filmes, Kaczmarek também compôs duas peças sinfónicas para importantes ocasiões nacionais na Polónia: Cantata for Freedom (2005), para comemorar os 25 anos do movimento Solidarność, e Oratorio 1956 (2006) para celebrar os 50 anos dos levantes contra o governo totalitário em Poznan. Ambas as estreias foram transmitidas ao vivo pela televisão.
Em 2007, ele começou a trabalhar em um instituto de cinema na sua natal Polónia. Inspirado pelo Instituto Sundance, ele planeia que o instituto sirva como um centro europeu para desenvolvimento de novos trabalhos no cinema, TV, teatro, música e novas medias. Seu Instituto Rozbitek abriu em 2010.

## Morte
Kaczmarek morreu em 21 de maio de 2024, aos 71 anos, em Cracóvia.

## Obras

### Filmes
| Ano  | Título                                                                 |
| ---- | ---------------------------------------------------------------------- |
| 1993 | White Marriage                                                         |
| 1993 | Doppelgänger                                                           |
| 1994 | Gospel According to Harry                                              |
| 1994 | Dead Girl                                                              |
| 1995 | Total Eclipse                                                          |
| 1996 | Bliss                                                                  |
| 1997 | Washington Square                                                      |
| 1999 | Aimée & Jaguar                                                         |
| 1999 | The Third Miracle                                                      |
| 2000 | Lost Souls                                                             |
| 2001 | Quo Vadis                                                              |
| 2001 | Edges of the Lord                                                      |
| 2002 | Unfaithful                                                             |
| 2004 | Finding Neverland                                                      |
| 2006 | Who Never Lived                                                        |
| 2007 | The Visitor                                                            |
| 2007 | Hania                                                                  |
| 2007 | Evening                                                                |
| 2008 | The Karamazovs                                                         |
| 2008 | Passchendaele                                                          |
| 2009 | Horsemen                                                               |
| 2009 | City Island                                                            |
| 2009 | Get Low                                                                |
| 2009 | Hachiko: A Dog's Story                                                 |
| 2010 | Leonie                                                                 |
| 2012 | The Time Being                                                         |
| 2013 | Tajemnica Westerplatte                                                 |
| 2013 | Joanna                                                                 |
| 2014 | Inbetween Worlds                                                       |
| 2014 | Dancing Before the Enemy: How a Teenage Boy Fooled the Nazis and Lived |
| 2016 | La Habitación (Tales of Mexico)                                        |
| 2018 | Paul, Apostle of Christ                                                |
| 2019 | Valley of the Gods                                                     |
| 2019 | Underage Engineers                                                     |
| 2020 | Magnezja                                                               |

### Televisão
| Ano  | Título                                |
| ---- | ------------------------------------- |
| 1993 | Night Owl                             |
| 1993 | Empty Cradle                          |
| 2001 | Shot in the Heart                     |
| 2002 | A Soldier's Girl                      |
| 2006 | A Girl Like Me: The Gwen Araujo Story |
| 2007 | War and Peace                         |
| 2008 | Pinocchio                             |
| 2009 | The Courageous Heart of Irena Sendler |